# Anders Kompass
Anders Gunnar Kompass (Karlskoga, 25 de agosto de 1955) es un diplomático sueco, exrepresentante de su país en la ONU. Trabajó como director de operaciones de campo en la Oficina del Alto Comisionado de las Naciones Unidas para los Derechos Humanos (ACNUDH) entre 2009 y 2016. En 2017 fue galardonado con el premio Stig Dagerman.

## Trayectoria
Kompass actuó como denunciante cuando aconsejó a las autoridades francesas acerca de un informe sobre el abuso sexual infantil llevado a cabo por las tropas francesas en la República Centroafricana, cuando actuaban como fuerzas de paz entre diciembre de 2013 y julio de 2014. Con prontitud, las autoridades francesas iniciaron un informe para dilucidar responsabilidades. Las investigaciones sobre 14 soldados están aún en curso. Sin embargo, el ACNUDH jefe, Zeid Ra'ad Al Hussein, acusó a Anders Kompass de haber violado las reglas de conducta del ACNUDH por no haber solicitado la aprobación de su superior antes de pasar el informe a la República Francesa. El príncipe Zeid Ra'ad también señaló que el informe incluía los nombres y las direcciones de las víctimas de los abusos, lo que los ponía en riesgo de estigma y de venganza en sus comunidades de origen. Por ello, suspendió a Kompass de sus responsabiliades. Sin embargo, la suspensión fue declarada ilegal por el Tribunal contencioso-administrativo de Naciones Unidas con fecha 6 de mayo de 2015.
El 22 de junio de 2015, después de muchas críticas en los medios de comunicación, el Secretario General de la ONU Ban Ki-moon nombró una comisión independiente para investigar el asunto. La comisión declaró a Anders Kompass inocente de cualquier irregularidad y concluyó que hizo lo mejor en informar a las autoridades francesas. También señaló que las preocupaciones por los riesgos para las víctimas por la inclusión de sus identidades en el informe había sido en gran medida exagerada.
El 8 de junio de 2016, Kompass anunció su dimisión ante Naciones Unidas, entre otros motivos por 

"the complete impunity for those who have been found to have, in various degrees, abused their authority, together with the unwillingness of the hierarchy to express any regrets for the way they acted towards me".

El 12 de octubre de 2017, Kompass fue nombrado Embajador de Suecia en Guatemala.